# Charles Le Roy
Charles Le Roy (* 12. Juni 1726 in Paris; † 10. Dezember (nach anderen Quellen am 12. Dezember) 1779 ebenda) war ein französischer Arzt und Enzyklopädist. Er war Berater des Königs, Professor der Medizin an der Universität Montpellier, Mitglied der Académie des sciences, der Royal Society, der Société royale de médecine und der Akademien von Montpellier, Nîmes und Toulouse.

## Leben
Le Roy wurde als letzter der vier Söhne des französischen Uhrmachers Julien Le Roy (1686–1759) geboren. Er hatte noch drei Brüder: den Uhrmacher Pierre Le Roy (1717–1785), den Physiker Jean-Baptiste Le Roy (1720–1800) und den Architekten Julien-David Le Roy (1724–1803). Sein Onkel väterlicherseits Pierre Le Roy (1687–1762) war ebenfalls Uhrmacher. Sein Vater ermöglichte ihm eine hervorragende Ausbildung. Weil er schwach und anfällig war, wurde der junge Le Roy in das mediterrane Montpellier geschickt, wo er ein Medizinstudium begann, das er in Italien fortsetzte. Von dort ging er nach Paris. Aber bald war er aus gesundheitlichen Gründen gezwungen, sich wieder in Montpellier niederzulassen.
Er promovierte 1752 an der dortigen medizinischen Fakultät und wurde bald darauf Professor. Seine Lehrtätigkeit wurde wegen seiner Gründlichkeit und Genauigkeit viel beachtet. Er verfügte über eine umfassende Erfahrung, und es war ein schwerer Verlust für Montpellier, als er 1777 auf Drängen seiner Familie nach Paris zurückkehrte. Doch die Rückkehr bekam ihm nicht, so dass er zwei Jahre später starb.

## Leistungen
Im Jahr 1755 versuchte Le Roy einen Patienten von dessen Blindheit zu heilen, indem er elektrische Strompulse durch einen ihm um den Kopf gewickelten Draht schickte. Der Blinde nahm lebhafte Lichtblitze wahr, konnte aber nicht geheilt werden. Dies gilt als der erste experimentelle Nachweis, dass Nerven elektrisch stimuliert werden können, 36 Jahre vor der Beschreibung elektrophysiologischer Erscheinungen durch Galvani.

## Werke
- De aquarum mineralium natura et usu, Montpellier, 1758
- Quæstiones chemicæ duodecim pro cathedra vacante, Montpellier, 1759
- De purgantibus. Montpellier, 1759
- Mémoires et observations de médecine, Montpellier, 1766–1784
- Mélanges de physique, de chimie et de médecine, Paris, 1771
- Mémoire où l'on rend compte de quelques tentatives que l'on a faites pour guérir plusieurs maladies par l'électricité, Hist Acad Roy Sciences (Paris), Mémoire Math Phys. 1755;60:87–95.

Le Roy hat regelmäßig an den Bänden I, II, III, VI und VII der Encyclopédie von Diderot und D’Alembert mitgearbeitet.